# 中国国民党南洋支部
中国国民党南洋支部，又稱「南洋国民党」或「中国国民党马来支部」。是一个成立于英属马来亚和英属婆罗洲（现马来西亚）的一个「中国国民党海外驻地」，该党的前身为「中国同盟会南洋支部」。成立于1906年，其党组织曾经在英属马来亚和英属婆罗洲各地设立诸多党部。1950年因应英國政府（當時英屬馬來亞和英屬婆羅洲仍為英國殖民統治）承认中华人民共和国政府并与中華民國政府终止外交关系，中国国民党南洋支部正式解散。

## 历史

### 创党过程
1905年7月，孙中山决定访问新加坡。他在日本创办中国同盟会时间较为短暂，但他组织了部分的革命支持者。余立(马来亚)，张永福 (1872年)，陈楚南。孙中山于同年7月中旬正式抵达日本。之后奠定了基础后于1906年2月16日再次重返新加坡，进行为期两周的组织。在组织了新加坡革命支持者，泰金路组织了中国同盟会南洋总支部（又称中国同盟会新加坡分会）。其当年的总部遗址位于现今的晚晴园，创始人即张永福，陈楚南，余立等人。1906年，孙中山与胡汉民在新加坡逗留2个月。同年起草了《中国同盟会南洋分会章程》，随后该章程成为了在所有东南亚地区的分会机构与未来中华民国的示范宪法。同盟会除了在新加坡号召革命外，其也在后期在槟榔屿，雪隆地区（今吉隆坡与雪兰莪），芙蓉市（今森美兰）设立了中国同盟会南洋支部的分支。孙也将新加坡作为东南亚革命的中心，之后在1907年至清朝推翻前的1912年第四次访问马来亚。由于1907年第五次访问马来亚，时间停留短暂。但无任何重大意义，1908年开始访问马来亚至1909年访问马来亚的结束。此时孙中山面临士气最为低落的局面。他在中国秘密策划的武装起义的失败，1908年经济衰退也严重的限制了对于马来亚华侨革命的事业与财务支持。由于英殖民政府的干涉与成员士气低落，最终于1909年将总支部迁移至槟榔屿。随后槟榔屿成为东南亚革命的主要的革命中心，由于长期逗留即将结束。以至于几乎没有足够的金钱离开殖民地并且无法再次出国。

## 外圍組織
南洋同盟會在1912年改組南洋國民黨後便開始開展了“南洋國民黨運動”，而在1920年中華革命黨改組為中國國民黨後便開始成立了海外黨部後便正式開始在海外組織黨部，其中也包括了“中國國民黨分部”與“中國國民黨縣分部”。而在其中也包括了當時的砂拉越王國和英屬北婆羅洲各有黨部。皆隶属于中国国民党南洋支部。

### 砂拉越王国→砂拉越直轄殖民地
中國國民黨在砂拉越的分部前身為汪精衛在砂拉越古晉創立的“啟明社”，1912年中華民國成立後的1913年由於其反殖民主義而遭到遭到當時的砂拉越政府查封。1920年後隨著中國國民黨海外黨部的設立亦開始同時在砂拉越的華人聚集區重設黨部。
- 中国国民党古晋分部
- 中国国民党诗巫分部

### 北婆羅洲→北婆羅洲直轄殖民地
- 中國國民黨亞庇分部